# 新屯子镇
新屯子镇，是中华人民共和国吉林省白山市抚松县下辖的一个乡镇级行政单位。

## 行政区划
新屯子镇下辖以下地区：
新兴社区、黄泥村、新屯子村、大东村和南岗村。